# Viaduc du Grand Carbet
 (février 2020).
Si vous disposez d'ouvrages ou d'articles de référence ou si vous connaissez des sites web de qualité traitant du thème abordé ici, merci de compléter l'article en donnant les références utiles à sa vérifiabilité et en les liant à la section « Notes et références ».
Le viaduc du Grand Carbet est un pont routier situé sur le territoire de la commune de Capesterre-Belle-Eau permettant à la route nationale 1 de franchir la Rivière du Grand Carbet en Guadeloupe.